# Pantoporia consimilis
Pantoporia consimilis är en fjärilsart som beskrevs av Jean Baptiste Boisduval 1832. Pantoporia consimilis ingår i släktet Pantoporia och familjen praktfjärilar. Inga underarter finns listade i Catalogue of Life.

## Bildgalleri

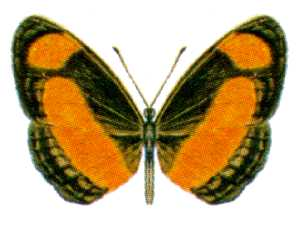